# Чонбури (футбольный клуб)
«Чонбури» (тайск. สโมสรฟุตบอลชลบุรี) — тайский футбольный клуб из города Чонбури, выступающий в Премьер Лиге. Основан в 1997 году. Домашние матчи проводит на стадионе «Чонбури», вмещающем 8680 зрителей.

## История
Футбольный клуб «Чонбури» был основан в 1997 году. Их принципиальными соперниками являются Паттайя Юнайтед и Срирача, которые также базируются в провинции Чонбури. Команда более известна благодаря своему прозвищу — «Акулы», которое можно увидеть на логотипе клуба.

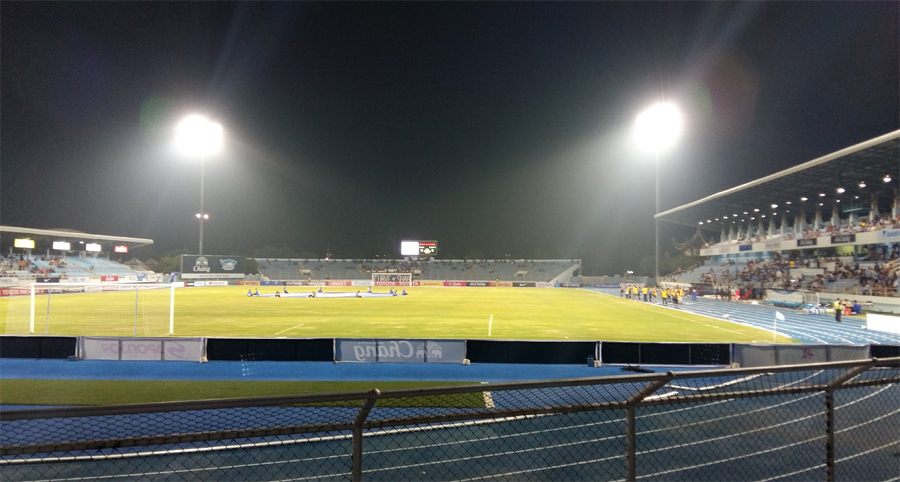
Стадион Чонбури в 2018 году

Команда выиграла чемпионат в 2007 году и этот год стал самым успешным в истории клуба.

### Первые значительные успехи клуба
В 2005 году они победили в провинциальной лиге, победив Накхонратчасиму на Центральном стадионе Накхонратчасиме, и вышли в высший дивизион в сезоне 2006 года из провинциальной лиги вместе с Суфанбури. «Акулы» закончили сезон 2006 года в тайской лиге на 8-м месте.
В 2006 году клуб был приглашен сыграть в Кубке Сингапура, на пути к финалу Чонбури обыграли местные клубы Хоум Юнайтед, Альбірекс Нігата Сингапур и Балестьє Халса. В финале они проиграли в дополнительное время Тампінз Роверс со счетом 2:3 после того как во время поединка выигрывали со счетом 2:0.
В 2007 году они снова были приглашены принять участие в Кубке Сингапура, но потерпели поражение в первом туре против Балестьє Халса (с тем же соперником с которым Чонбури встречался в прошлогоднем розыгрыше Кубка в полуфинале). Чонбури проиграли в основное время со счетом 3:2. Именно в это время клуб начал партнерство с Манчестер Сити.
В июле 2008 года они сделали еще один важный шаг для развития клуба. Кроме предыдущего спонсора «Hemaraj Land», клуб подписал новую большую спонсорскую сделку с «PLC Development», которая вступила в силу в 2009 году, контракт был рассчитан на три года, а сумма спонсорской допмоги составила 18 миллионов бат (около 350 000 евро). Эта сделка стала крупнейшим спонсорским контрактом, который когда-либо был заключен с тайским футбольным клубом
В сезоне 2008 году клуб мог победить в чемпионате, но занял лишь второе место, хотя у команды и были возможности стать чемпионом. Основной причиной этого было обычное расточительство. За два матча до завершения сезона клуб все еще находился на первом месте в турнирной таблице чемпионата, но ничья 0:0 с Семут Сонгхрам в предпоследнем туре свела на нет все шансы на победу и получение заветного титула чемпиона страны. Жадіта Міларпа был отправлен в отставку с поста главного тренера команды. В середине декабря 2008 года было официально объявлено, что следующим главным тренером ФК «Чонбури» будет Кіатісак Сенамуанг, известный по прозвищу «Зико».
В июле, по завершении сезона 2009 года, клуб вновь занял второе место в чемпионате. По итогам сезона 2008 года они заняли 2 место. Поэтому, Кіатісак Сенамуанг ушел в отставку с поста главного тренера «Чонбури» по завершении сезона и перешел в клуб Хоанг Ань Гиа Лаи из чемпионата Вьетнама, где он активно выступал еще как игрок. Его преемником в «Чонбури» стал Жадіт Міларп, который был уволен с этой должности годом ранее. К нему присоединился бывший президент клуба Віттхайя Хлоагуне, но уже как технический директор клуба. В отличие от других топ-клубов лиги, «Чонбури» не смог похвастаться результатами в течение сезона 2010 года. Только Тхердсак Чаіман смог, вероятно, попасть в эту категорию. 36-летний исполнитель был последним игроком «Чонбури» в национальной сборной Таиланда по футболу. Футболист попал в сборную после своего возвращения из Сингапури перехода в «Чонбури». Хотя клуб вновь занял второе место в чемпионате в сезоне 2009 года, но это не означало, что «Чонбури» автоматически получит право для участия в Кубке АФК 2010 года. Вместо этого, победитель Кубка обладателей кубков от Таиланда напрямую квалифицироваться для участия в турнире. Уже во втором раунде Кубка Таиланда Чонбури прекратил свои выступления на турнире.

### Выступления в Азиатской континентальных турнирах
Как вице-чемпион страны 2008 года «Чонбури» принимал участие в Кубке АФК 2009 года и выступал в группе вместе с АКБ Ханой (Вьетнам), Истерн (Гонконг) и Кедах (Индонезия). Перед «Чонбури» стояла задача победить в групповом этапе и привезти Кубок АФК в Таиланд. Групповой этап команда прошла очень уверенно, потерпела лишь одно поражение в шести матчах. Во втором раунде «Чонбури» встретился с представителем Индонезии ПСМС Медан и победил его со счетом 4:1, прежде чем выбыл из турнира на стадии четвертьфинала против представителя Вьетнама Бинь Дуонг со счетом 2:4. Игра против ПСМС Медан была последней в футболке «Чонбури» для Сурата Сухая, после того поединка присоединился к клубу Мельбурн Виктори.
В 2008 году впервые «Чонбури» сыграл в Лиге чемпионов АФК против японского чемпиона Гамби Осаки. 20 марта 2008 года клуб одержал свою первую победу в Лиге чемпионов АФК против Мельбурн Виктори. Игра была омрачена спором, когда Мельбурн Виктори забил свой единственный гол в то время как игрок ФК «Чонбури» лежал травмированным на поле, а его одноклубники выбили мяч за пределы поля, чтобы травмированному оказали помощь. Однако этого оказалось мало, когда камерунский нападающий Бага забил мяч с 35 ярдов, а потом «Чонбури» забил и второй мяч в течение добавочного времени, чтобы спастись Мельбурн Виктори от их первое поражение на турнире со счетом 3:1.

## Стадион

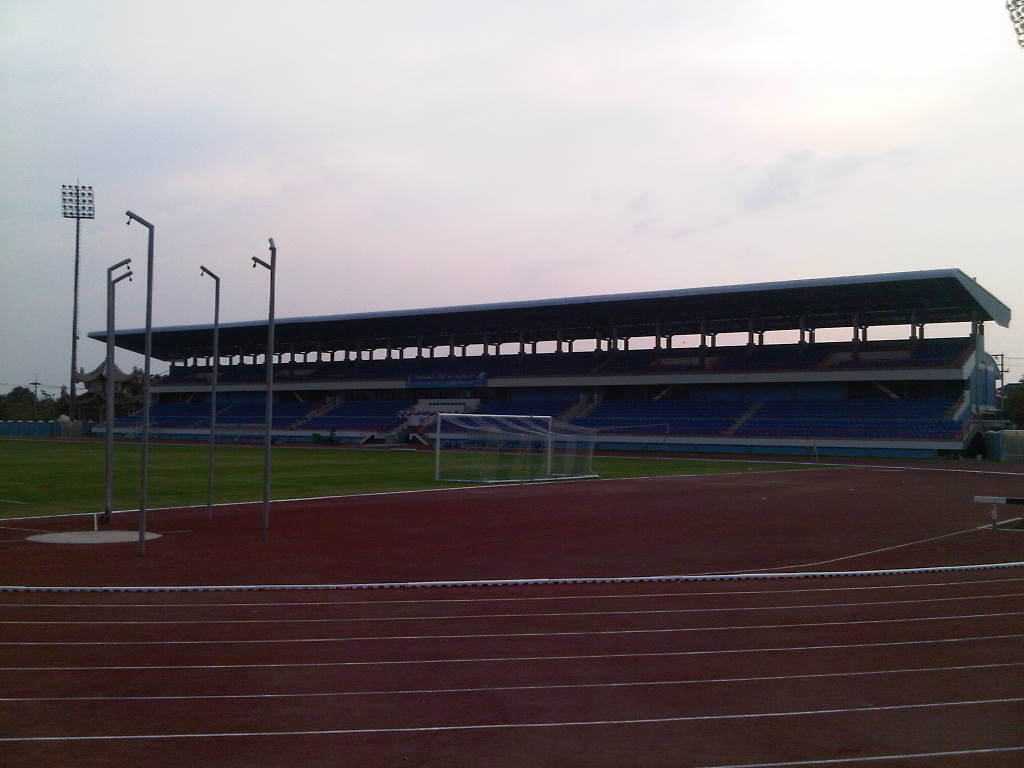
Стадион «Чонбури», на котором клуб играет с 2012 года

В начале сезона 2008 года «Чонбури» использовал Городской стадион Чонбури, который вмещает 5 000 зрителей. Из-за разногласий с местными властями, клуб начал проводить свои домашние матчи с 2008 года на стадионе в Шри-Рача, который принадлежал Успенской школе. Для игр Лиги чемпионов АФК в 2008 году клуб использовал Национальный стадион в Бангкоке (Таиланд), который также использовался для матчей Кубке АФК в 2009 году. В сезоне 2010 года клуб вернулся в Чонбури и проводил свои домашние матчи на реконструированном стадионе Спортивнго Колледжа Чонбури.
В сезоне 2010 года они переехали на «IPE Чонбури Стэдиум».
В сезоне 2012 года клуб переезжает на реконструированный Городской стадион в Чонбури для проведения матчей Кубке АФК и Премьер лиги Таиланда.
Относительно будущего, то спроектирован новый стадион с современным комплексом для тренировок. Новый стадион будет вмещать 15 000 зрителей и отвечает всем современным требованиям. Это будет одна из немногих новых зданий в Паттайе и один из самых современных стадионов в Си Рача в провинции Чонбури. Стадион должен быть построен возле Банг Саен на площади Тэн-Раи. Территория под строительство составляет около 1,5 га. Земля под стадион была подарена Президентом Ассоциации Виттаєю Кхунплуемом. 

## Достижения
- Чемпион Таиланда (1): 2007
- Вице-чемпион Таиланда (5):  2008, 2009, 2011, 2012, 2014
- Победитель Кубка Таиланда (1): 2010
- Победитель Кубка Короля (4): 2008, 2009, 2011, 2012